# Propóleo

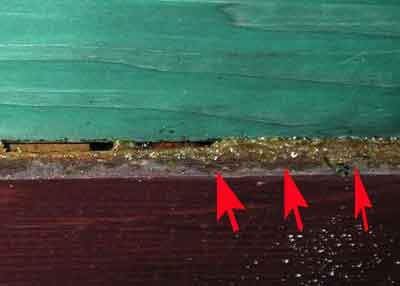
Propóleos como sellante de colmenas

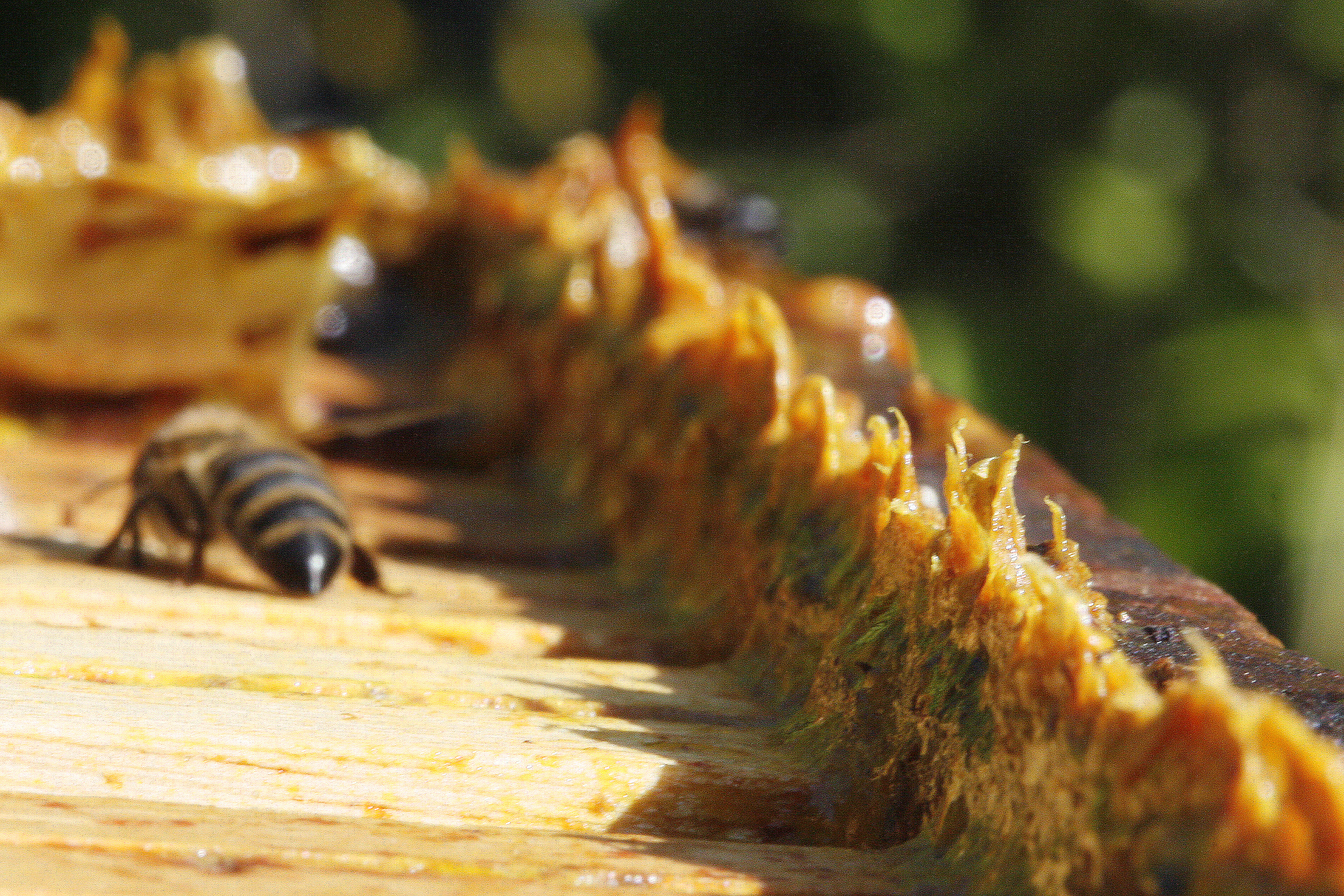
Resinas (propóleos) en la colmena

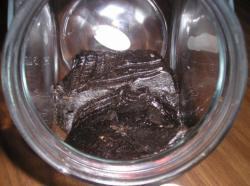
Propóleos

El propóleo (gr. προπόλεως propóleōs, genitivo de πρόπολις própolis) (también, propóleos) es una mezcla resinosa obtenida por las abejas de las yemas de los árboles, exudados de savia u otras fuentes vegetales y que luego procesan en la colmena como sellante de pequeños huecos (6 mm o menos), en ocasiones mezclado con cera y para "barnizar" todo el interior de la colmena. Para huecos mayores, las abejas usan cera. El color del propóleo depende de la fuente de la que lo hayan obtenido, y el más común es marrón oscuro. A temperatura ambiente (20 °C), el propóleo es pegajoso y a temperaturas menores solidifica.

## Propósito
Aunque durante siglos se pensó que el objetivo del propóleo era sellar la colmena para protegerla de los elementos, durante el siglo XX se descubrió que esta suposición no era correcta. Actualmente se cree que el objetivo de los propóleos es reforzar la estabilidad estructural de la colmena, reducir las vibraciones, hacer la colmena más defendible, cerrando entradas alternativas y prevenir enfermedades y parásitos.

## Composición
Las abejas melíferas son oportunistas, recogiendo lo que necesitan de las fuentes disponibles. Los análisis muestran que la composición química varía considerablemente de región a región en función de la vegetación y de la estación del año. Habitualmente es marrón oscuro, pero se pueden encontrar variedades verdes, rojas, negras o blancas dependiendo de las fuentes de resina que pueden encontrarse en los alrededores de la colmena. En climas septentrionales templados, por ejemplo, las abejas recolectan resinas de árboles tales como álamos y coníferas. Los propóleos "típicos" de climas templados del hemisferio norte tienen aproximadamente cincuenta constituyentes, principalmente resinas y bálsamos vegetales (50%), ceras (30%), aceites esenciales (un 10%) y polen. En regiones neotropicales, además de una gran variedad de árboles, las abejas también pueden recolectar resinas de flores del género Clusia y Dalechampia.
Las abejas sin aguijón de la tribu Meliponini recubren todo el nido de cría con un involucro (lámina o membranas) fabricado con cerumen que es una mezcla de propóleos y cera. Con betumen cierran las aberturas donde confinan la colonia en los troncos siendo el mismo una mezcla de propóleo pegajoso mezclado con barro; también se denomina geopropóleo.[cita requerida]
La cantidad promedio que puede producir una colmena durante un año depende de la raza de abeja, y suele estar entre los 150 y los 300 gr. Se recolecta al comenzar la primavera, ya que es necesario en la colmena durante los tiempos fríos. Para la recolección, el apicultor coloca una plancha plástica perforada sobre los cuadros de la colmena; en el momento de la recolección, se introduce en un congelador hasta que el contenido se congele y así poder retirarlo más fácilmente; luego se lo introduce en agua caliente para separar el propóleo de la cera, las abejas muertas o restos de otros animales. En este momento el propóleo se presenta como una sustancia similar a una goma de mascar. Luego toma una forma granulosa y floja, de color ligeramente oscuro. Se conserva en recipientes de vidrio, nunca de plástico, lejos del aire y de la luz.[cita requerida]

## Propiedades medicinales
Se conoce que los egipcios utilizaban el propóleo como parte de los ingredientes para conservar las vísceras de los faraones.
El propóleo se ha utilizado tradicionalmente, por sus propiedades antisépticas y fungicidas, para tratar diversas infecciones.[cita requerida]
Según el Instituto Nacional de Salud estadounidense, el propóleo es posiblemente efectivo para el tratamiento del herpes labial y para el alivio del dolor e inflamación bucal. No hay evidencia suficiente de su efectividad en casos de resfriados, infecciones, trastornos digestivos, tuberculosis, úlceras, cáncer, ni ninguna otra enfermedad.
La Agencia Europea de Seguridad Alimentaria, tras revisar sus efectos, concluyó que no hay una relación causa efecto entre el consumo de propóleo y la salud respiratoria, actividad antibacteriana, alivio en la garganta, salud intestinal, ayuda al sistema inmunitario, mantenimiento de la salud oral, circulación sanguínea o protección hepática.
Su utilización en seres humanos debe hacerse con reserva (sobre todo en caso de intolerancia o alergia a alguno de los productos de las abejas o a las mismas abejas) y, si no se está en condiciones de administrarlo debidamente, preferentemente con recomendación médica.[cita requerida]

## Tintura de propóleos
Se prepara como extractos alcohólicos de propóleos en proporciones variables entre el 15 y el 30% (en peso/volumen). Estos se obtienen mezclando la cantidad de propóleos con el volumen adecuado de etanol (alcohol etílico) de 70%. Se tienen en maceración durante siete días como mínimo, agitando con frecuencia, y filtrando con un filtro de poro fino. La tintura se envasa en frascos ámbar, protegidos de la luz y se almacena a temperatura ambiente.[cita requerida]